# Digital Picture Exchange
Das Digital Picture Exchange (DPX) ist das übliche Dateiformat für moderne Spielfilmproduktion im Digital-Intermediate-Verfahren.
Das Dateiformat ist darauf ausgerichtet, große Kontrastumfänge, welche typisch für digitale Kinokameras oder Filmmaterial sind, zu verarbeiten. Jeder Farbkanal wird mit bis zu 32 Bit gespeichert (linear oder logarithmisch). Ein weit verbreitetes Gerät zur Filmabtastung für die digitale Bearbeitung beispielsweise liefert Daten in 10 Bit logarithmisch, was den Kontrastumfang von 16-mm-Material voll abdeckt. Professionelle Systeme für Compositing oder Farbbearbeitung arbeiten nativ mit den DPX-Daten, die am Ende der Produktionskette auch zur Ausbelichtung der Inhalte auf Film genutzt werden können.
Genormt ist es gemäß ANSI/SMPTE („SMPTE 268M-2003, v 2.0“), die auf den Normentwurf ANSI/SMPTE 268M-1994, v 1.0 zurückgeht.